# Türkiye Kupası 2018-2019
La Coppa di Turchia 2018-2019, nota come Ziraat Türkiye Kupası 2018-2019 per ragioni sponsorizzazione, è stata la 57ª edizione della coppa nazionale turca. Il torneo è iniziato il 28 agosto 2018 e si è concluso il 15 maggio 2019. Il Galatasaray ha vinto il trofeo per la diciottesima volta nella sua storia, battendo in finale l'Akhisar Belediyespor, che era la squadra campione in carica.

## Primo turno
Al primo turno accedono 42 squadre appartenenti alla Bölgesel Amatör Lig, quinto livello del campionato turco di calcio.
| Squadra 1             | Risultato       | Squadra 2            |
| --------------------- | --------------- | -------------------- |
| 28 agosto 2018        |                 |                      |
| Karaman               | 1 – 0           | Yozgatspor 1959      |
| Karadeniz Eregli      | 3 – 2           | Çankırıspor          |
| 29 agosto 2018        |                 |                      |
| Sinopspor             | 0 – 0 (4-2 dtr) | Unye 1957            |
| Yeni Amasyaspor       | 3 – 1           | Türk Metal Kırıkkale |
| Kilis Belediyespor    | 3 – 2 (dts)     | Diyarbakırspor       |
| 1955 Batman           | 1 – 1 (4-5 dtr) | Siirtspor            |
| Bitlis Ozguzeldere    | 2 – 1           | Mardin BB            |
| Igdir Aras Spor       | 1 – 0           | Agri 1970            |
| Pertekspor            | 4 – 1           | Karliova Yildirim    |
| Serhat Ardahanspor    | 0 – 3           | Sarikamis            |
| Yuksekova             | 2 – 0           | Mus Menderesspor     |
| Aksarayspor           | 2 – 1           | Mut Idmanyurdu       |
| Altınova Belediyespor | 3 – 4 (dts)     | Cayirovaspor         |
| Bozüyükspor           | 3 – 2           | Derince Belediyespor |
| Bucak Oğuzhanspor     | 2 – 1           | Bigaspor             |
| Cengelkoyspor         | 2 – 0           | Cerkezkoy 1911       |
| Gaziosmanpaşaspor     | 1 – 0           | Edirnespor Gençlik   |
| Kütahyaspor           | 3 – 2 (dts)     | Ödemişspor           |
| Maltepespor           | 1 – 0 (dts)     | Beylerbeyi           |
| Yenicagaspor          | 0 – 2           | Bartınspor           |
| Isparta Davrazspor    | 0 – 1           | Kale Belediyespor    |

## Secondo turno
Al secondo turno accedono le 21 squadre vincenti il primo turno e 53 squadre della TFF 3. Lig.
| Squadra 1            | Risultato       | Squadra 2            |
| -------------------- | --------------- | -------------------- |
| 11 settembre 2018    |                 |                      |
| Ofspor               | 1 – 1 (2-4 dtr) | 1461 Trabzon         |
| Karaköprü Bld        | 2 – 3 (dts)     | Dersim Spor          |
| Pazarspor            | 2 – 0           | Bayburtspor          |
| Adliyespor           | 0 – 0 (3-4 dtr) | Bozüyükspor          |
| Bucak Oğuzhanspor    | 3 – 1           | Kizilcabolukspor     |
| Igdir Aras Spor      | 0 – 1           | Bitlis Ozguzeldere   |
| Payas Belediyespor   | 0 – 0 (4-1 dtr) | Kozan Bld            |
| 12 settembre 2018    |                 |                      |
| Hopaspor             | 0 – 0 (3-4 dtr) | Erzincanspor         |
| Batman Petrolspor    | 1 – 0           | Yuksekova            |
| Diyarbakırspor       | 2 – 0           | Elaziz Bld           |
| Düzyurtspor          | 0 – 2           | Yomraspor            |
| Siirtspor            | 3 – 0           | Cizrespor            |
| Vanspor              | 2 – 0 (dts)     | Sarikamis            |
| Altındağ SK          | 1 – 0           | Kütahyaspor          |
| Erbaaspor            | 1 – 1 (3-2 dtr) | Fatsa Belediyespor   |
| Erzin Bld            | 3 – 0           | Adıyamanspor         |
| Karadeniz Eregli     | 2 – 1           | Gebzespor            |
| Karaman              | 2 – 1           | Aksarayspor          |
| Kemerspor            | 2 – 2 (5-4 dtr) | Muğlaspor            |
| Kilis Belediyespor   | 2 – 1 (dts)     | Osmaniyespor         |
| Kırşehirspor         | 3 – 2           | Nevşehirspor Gençlik |
| Serik Belediyespor   | 4 – 1           | Kale Belediyespor    |
| Bergama Belediyespor | 2 – 1           | Bucaspor             |
| Esenler Erokspor     | 2 – 1           | Ergene Velimeşe      |
| Halide               | 0 – 1           | Cengelkoyspor        |
| Körfez               | 2 – 1           | Düzcespor            |
| Maltepespor          | 1 – 1 (4-2 dtr) | Sultanbeyli Bld      |
| Sile Yildizspor      | 3 – 2           | Karacabey Birlikspor |
| Silivrispor          | 1 – 0           | Alibeyköyspor        |
| Sinopspor            | 2 – 2 (4-5 dtr) | Yeni Orduspor        |
| Tepecik Belediyespor | 1 – 3           | Gaziosmanpaşaspor    |
| Kocaelispor          | 2 – 0 (dts)     | Gölcükspor           |
| Tirespor             | 2 – 1 (dts)     | Turgutluspor         |
| 13 settembre 2018    |                 |                      |
| Yeni Amasyaspor      | 1 – 0           | Çorumspor            |
| Bartınspor           | 2 – 1           | Cayirovaspor         |
| Bagcilarspor         | 2 – 1           | Çatalcaspor          |
| Nazilli Belediyespor | 2 – 0           | Karşıyaka            |

## Terzo turno
Al terzo turno accedono le 37 squadre vincenti il secondo turno, 18 squadre provenienti dalla TFF 1. Lig, 36 provenienti dalla TFF 2. Lig e 5 provenienti dalla Süper Lig.
| Squadra 1             | Risultato       | Squadra 2              |
| --------------------- | --------------- | ---------------------- |
| 25 settembre 2018     |                 |                        |
| Erzincanspor          | 2 – 1           | Gaziantepspor          |
| 1461 Trabzon          | 2 – 2 (5-4 dtr) | Tuzlaspor              |
| Erzin Bld             | 1 – 4           | Ümraniyespor           |
| Altındağ SK           | 3 – 0           | Manisaspor             |
| Diyarbakırspor        | 1 – 0           | Samsunspor             |
| Bozüyükspor           | 0 – 1           | Denizlispor            |
| Kırklarelispor        | 4 – 1           | Utaş Uşakspor          |
| Maltepespor           | 1 – 2           | Menemen                |
| Manisa                | 1 – 2           | Keçiörengücü           |
| Nazilli Belediyespor  | 5 – 0           | Tokatspor              |
| Pendikspor            | 2 – 1           | Altınordu              |
| Tirespor              | 0 – 1           | Sivas Belediye Spor    |
| Erzurumspor FK        | 1 – 0           | Ankara Demirspor       |
| Adana Demirspor       | 2 – 1           | Yeni Orduspor          |
| 26 settembre 2018     |                 |                        |
| Yeni Amasyaspor       | 2 – 5           | Konyaspor              |
| Erbaaspor             | 1 – 0           | Eskişehirspor          |
| Gaziantepspor         | 0 – 1 (dts)     | Dersim Spor            |
| Gümüşhanespor         | 1 – 0           | Silivrispor            |
| Hatayspor             | 2 – 1           | Esenler Erokspor       |
| Kilis Belediyespor    | 1 – 4           | Ankaraspor             |
| Vanspor               | 4 – 2 (dts)     | Hacettepe              |
| Anadolu Selçukspor    | 0 – 2           | Fatih Karagümrük       |
| Bartınspor            | 1 – 2           | Sarıyer                |
| Karabükspor           | 3 – 0           | Körfez                 |
| Karaman               | 1 – 3           | Etimesgut Belediyespor |
| Kırşehirspor          | 2 – 3           | Altay                  |
| Zonguldakspor         | 4 – 1           | Bayrampaşaspor         |
| Bandırmaspor          | 3 – 0           | Gaziosmanpaşaspor      |
| Bucak Oğuzhanspor     | 2 – 2 (4-5 dtr) | Bugsaşspor             |
| Cengelkoyspor         | 2 – 1           | Sakaryaspor            |
| Darıca Gençlerbirliği | 2 – 1           | İnegölspor             |
| Elazığspor            | 0 – 4           | Batman Petrolspor      |
| İstanbulspor          | 3 – 1           | Bagcilarspor           |
| Sile Yildizspor       | 3 – 2 (dts)     | Adanaspor              |
| Afjet Afyonspor       | 2 – 1           | Siirtspor              |
| Fethiyespor           | 2 – 0           | Sancaktepe             |
| Ankaragücü            | 2 – 1           | Serik Belediyespor     |
| Boluspor              | 4 – 1           | Payas Belediyespor     |
| Kahramanmaraş         | 2 – 0           | Kemerspor              |
| Şanlıurfaspor         | 0 – 1           | Yomraspor              |
| Çaykur Rizespor       | 2 – 0           | Tarsus İdman Yurdu     |
| 27 settembre 2018     |                 |                        |
| Karadeniz Eregli      | 2 – 3 (dts)     | Antalyaspor            |
| Gençlerbirliği        | 2 – 0           | Bergama Belediyespor   |
| Niğde                 | 0 – 4           | Bodrumspor             |
| Eyüpspor              | 1 – 3           | Pazarspor              |
| Kastamonuspor         | 3 – 2           | Bitlis Ozguzeldere     |
| Balıkesirspor         | 5 – 0           | Amed                   |
| Giresunspor           | 3 – 2 (dts)     | Kocaelispor            |

## Quarto turno
Al quarto turno accedono le 48 squadre vincenti il terzo turno e 8 squadre provenienti dalla Süper Lig.
| Squadra 1              | Risultato       | Squadra 2       |
| ---------------------- | --------------- | --------------- |
| 30 ottobre 2018        |                 |                 |
| Batman Petrolspor      | 2 – 3           | Kasımpaşa       |
| Sivas Belediye Spor    | 3 – 2 (dts)     | Denizlispor     |
| Kastamonuspor          | 2 – 3 (dts)     | Altay           |
| Fatih Karagümrük       | 4 – 0           | Afjet Afyonspor |
| Erzurumspor FK         | 2 – 2 (4-5 dtr) | Keçiörengücü    |
| Antalyaspor            | 1 – 1 (3-0 dtr) | Yomraspor       |
| Bursaspor              | 1 – 2 (dts)     | 1461 Trabzon    |
| 31 ottobre 2018        |                 |                 |
| Bugsaşspor             | 0 – 2           | Trabzonspor     |
| Altındağ SK            | 1 – 3           | Alanyaspor      |
| Hatayspor              | 3 – 1           | Fethiyespor     |
| Bodrumspor             | 2 – 1           | Sivasspor       |
| Bandırmaspor           | 0 – 0 (2-4 dtr) | Vanspor         |
| Darıca Gençlerbirliği  | 6 – 1           | Karabükspor     |
| Nazilli Belediyespor   | 3 – 2           | Ankaraspor      |
| Sile Yildizspor        | 2 – 5           | Boluspor        |
| Ümraniyespor           | 5 – 1           | Erzincanspor    |
| Ankaragücü             | 1 – 0           | Erbaaspor       |
| Kayserispor            | 6 – 1           | Pazarspor       |
| Yeni Malatyaspor       | 1 – 0           | Kırklarelispor  |
| Kahramanmaraş          | 3 – 0           | Konyaspor       |
| 1º novembre 2018       |                 |                 |
| Gümüşhanespor          | 2 – 2 (3-5 dtr) | Giresunspor     |
| Sarıyer                | 1 – 2           | Çaykur Rizespor |
| Etimesgut Belediyespor | 2 – 1           | İstanbulspor    |
| Adana Demirspor        | 3 – 1 (dts)     | Dersim Spor     |
| Menemen                | 2 – 0           | Zonguldakspor   |
| Balıkesirspor          | 3 – 1           | Pendikspor      |
| Göztepe                | 4 – 0           | Cengelkoyspor   |
| Gençlerbirliği         | 1 – 0           | Diyarbakırspor  |

## Quinto turno
Al quinto turno accedono le 28 squadre vincenti il quarto turno preliminare, le migliori 3 squadre della Süper Lig 2017-2018 e la vincitrice della coppa.
| Squadra 1                     | Totale | Squadra 2              | Andata | Ritorno |
| ----------------------------- | ------ | ---------------------- | ------ | ------- |
| 4 dicembre / 18 dicembre 2018 |        |                        |        |         |
| Çaykur Rizespor               | 1 – 3  | Balıkesirspor          | 0 – 2  | 1 – 1   |
| Nazilli Belediyespor          | 1 – 5  | Göztepe                | 0 – 3  | 1 – 2   |
| 4 dicembre / 19 dicembre 2018 |        |                        |        |         |
| Alanyaspor                    | 8 – 4  | Kahramanmaraş          | 7 – 2  | 1 – 2   |
| Sivas Belediye Spor           | 2 – 7  | Trabzonspor            | 2 – 2  | 0 – 5   |
| 4 dicembre / 20 dicembre 2018 |        |                        |        |         |
| Gençlerbirliği                | 2 – 3  | Hatayspor              | 2 – 1  | 0 – 2   |
| Antalyaspor                   | 3 – 2  | Darıca Gençlerbirliği  | 2 – 2  | 1 – 0   |
| 5 dicembre / 18 dicembre 2018 |        |                        |        |         |
| Ümraniyespor                  | 5 – 4  | 1461 Trabzon           | 4 – 1  | 1 – 3   |
| Adana Demirspor               | 1 – 3  | İstanbul Başakşehir    | 1 – 1  | 0 – 2   |
| Keçiörengücü                  | 2 – 3  | Galatasaray            | 1 – 2  | 1 – 1   |
| 5 dicembre / 19 dicembre 2018 |        |                        |        |         |
| Boluspor                      | 7 – 3  | Vanspor                | 5 – 1  | 2 – 2   |
| Altay                         | 2 – 6  | Kayserispor            | 1 – 2  | 1 – 4   |
| 6 dicembre / 18 dicembre 2018 |        |                        |        |         |
| Bodrumspor                    | 6 – 5  | Ankaragücü             | 4 – 2  | 2 – 3   |
| 6 dicembre / 19 dicembre 2018 |        |                        |        |         |
| Yeni Malatyaspor              | 4 – 0  | Etimesgut Belediyespor | 2 – 0  | 2 – 0   |
| Menemen                       | 2 – 6  | Kasımpaşa              | 1 – 2  | 1 – 4   |
| 6 dicembre / 20 dicembre 2018 |        |                        |        |         |
| Fatih Karagümrük              | 1 – 6  | Akhisar Belediyespor   | 1 – 4  | 0 – 2   |
| Fenerbahçe                    | 6 – 2  | Giresunspor            | 1 – 0  | 5 – 2   |

## Ottavi di finale
| Squadra 1                         | Totale | Squadra 2            | Andata | Ritorno     |
| --------------------------------- | ------ | -------------------- | ------ | ----------- |
| 15 gennaio 2019 / 22 gennaio 2019 |        |                      |        |             |
| Kayserispor                       | 1 – 2  | Akhisar Belediyespor | 1 – 2  | 0 – 0       |
| 15 gennaio 2019 / 23 gennaio 2019 |        |                      |        |             |
| Antalyaspor                       | 3 – 6  | Göztepe              | 3 – 3  | 0 – 3       |
| 16 gennaio 2019 / 23 gennaio 2019 |        |                      |        |             |
| Yeni Malatyaspor                  | 5 – 3  | Bodrumspor           | 3 – 2  | 2 – 1       |
| Trabzonspor                       | 5 – 2  | Balıkesirspor        | 2 – 1  | 3 – 1       |
| 16 gennaio 2019 / 24 gennaio 2019 |        |                      |        |             |
| İstanbul Başakşehir               | 2 – 4  | Hatayspor            | 1 – 0  | 1 – 4       |
| 17 gennaio 2019 / 24 gennaio 2019 |        |                      |        |             |
| Alanyaspor                        | 0 – 1  | Kasımpaşa            | 0 – 0  | 0 – 1 (dts) |
| Ümraniyespor                      | 2 – 0  | Fenerbahçe           | 1 – 0  | 1 – 0       |
| 22 gennaio 2019 / 29 gennaio 2019 |        |                      |        |             |
| Boluspor                          | 1 – 5  | Galatasaray          | 0 – 1  | 1 – 4       |

## Quarti di finale
| Squadra 1                          | Totale          | Squadra 2    | Andata | Ritorno     |
| ---------------------------------- | --------------- | ------------ | ------ | ----------- |
| 5 febbraio 2019 / 26 febbraio 2019 |                 |              |        |             |
| Trabzonspor                        | 1 – 3           | Ümraniyespor | 0 – 0  | 1 – 3       |
| 6 febbraio 2019 / 27 febbraio 2019 |                 |              |        |             |
| Yeni Malatyaspor                   | 1 – 1 (5-3 dtr) | Göztepe      | 1 – 0  | 0 – 1 (dts) |
| Galatasaray                        | 4 – 4 (gfc)     | Hatayspor    | 2 – 0  | 2 – 4       |
| 7 febbraio 2019 / 28 febbraio 2019 |                 |              |        |             |
| Akhisar Belediyespor               | 5 – 2           | Kasımpaşa    | 3 – 1  | 2 – 1       |

## Semifinali
| Squadra 1                      | Totale | Squadra 2            | Andata | Ritorno |
| ------------------------------ | ------ | -------------------- | ------ | ------- |
| 2 aprile 2019 / 25 aprile 2019 |        |                      |        |         |
| Galatasaray                    | 5 – 2  | Yeni Malatyaspor     | 0 – 0  | 5 – 2   |
| 3 aprile 2019 / 24 aprile 2019 |        |                      |        |         |
| Ümraniyespor                   | 0 – 2  | Akhisar Belediyespor | 0 – 1  | 0 – 1   |

## Finale
| Arbitro: | Arslanboğa |

|          |           |                                            |
| Manu 57’ | Marcatori | 80’ (rig.) Gümüş 88’ Feghouli 90+4’ Diagne |